# Bury, Curtis and Kennedy
Bury, Curtis and Kennedy fue un fabricante de locomotoras de vapor de Liverpool, Inglaterra. 
Edward Bury estableció los talleres en 1826, bajo el nombre de Edward Bury and Company. Empleó a James Kennedy como capataz; quien se convertiría en socio más adelante. Alrededor de 1828, la empresa se mudó a unas instalaciones más grandes en Love Lane, Liverpool, conocidas como la Fundición Clarence.
Su primera locomotora se construyó en 1830. Denominada Dreadnought, prestaba servicio en el Ferrocarril de Liverpool y Mánchester. Cuestionada por su diseño sobre seis ruedas, fue vendida al Ferrocarril de Bolton y Leigh. Su segunda máquina, la Liverpool de cuatro ruedas acopladas, llegaría en 1830. Utilizaba un eje motriz acodado, y también sufrió las críticas de George Stephenson, porque sus ruedas de 6' 6" de diámetro se consideraban demasiado grandes. 

## El tipo Bury
Sin embargo, refinaron sus diseños y las locomotoras resultantes 2-2-0 y 0-4-0 se convirtieron rápidamente en un estándar, que fue emulado por muchos otros fabricantes, llegando a ser conocido como el "tipo Bury". Las características distintivas de estas locomotoras eran sus cilindros horizontales (o casi horizontales) interiores, montados en un bastidor de barras de hierro forjado, que les daba una apariencia ligera; y la cúpula semiesférica del fogón, con una gran bóveda coronada por una válvula de seguridad. 

## Ferrocarriles suministrados
Se suministraron trece locomotoras al Gran Ferrocarril del Norte (seis de ellas, subcontratadas a William Fairbairn & Sons), y se convirtieron en la clase estándar en el Ferrocarril de Londres y Birmingham, el Ferrocarril de los Condados del Este, el Ferrocarril de los Condados de Midland, el Ferrocarril de Mánchester y Bolton, el Ferrocarril de Lancaster y Preston y el Ferrocarril Unión del Norte. Varias máquinas se exportaron a los EE. UU. (más que cualquier otra compañía británica, excepto R. Stephenson & Co.), donde los "bastidores de barras" de Bury se convirtieron en estándar. La firma tenía una reputación de buena mano de obra, bajo costo y fiabilidad.

## Contrato de tracción
En 1836, Edward Bury contrató el funcionamiento de los trenes del Ferrocarril de Londres y Birmingham a un farthing por milla y pasajero, a una velocidad que no excedía las 22,5 millas por hora (36,2 km/h). El L&BR proporcionaba las locomotoras según las especificaciones de Bury. Este contrato fue anulado en julio de 1839, debido al crecimiento inesperado del tráfico y al aumento de la velocidad requerida. Bury actuó posteriormente como Superintendente de Locomotoras a sueldo del L&BR. Las máquinas que había especificado fueron construidas por siete empresas diferentes, y la firma de Bury sumistró 45 unidades del parque original de 90 locomotoras. 

## Formación de la sociedad

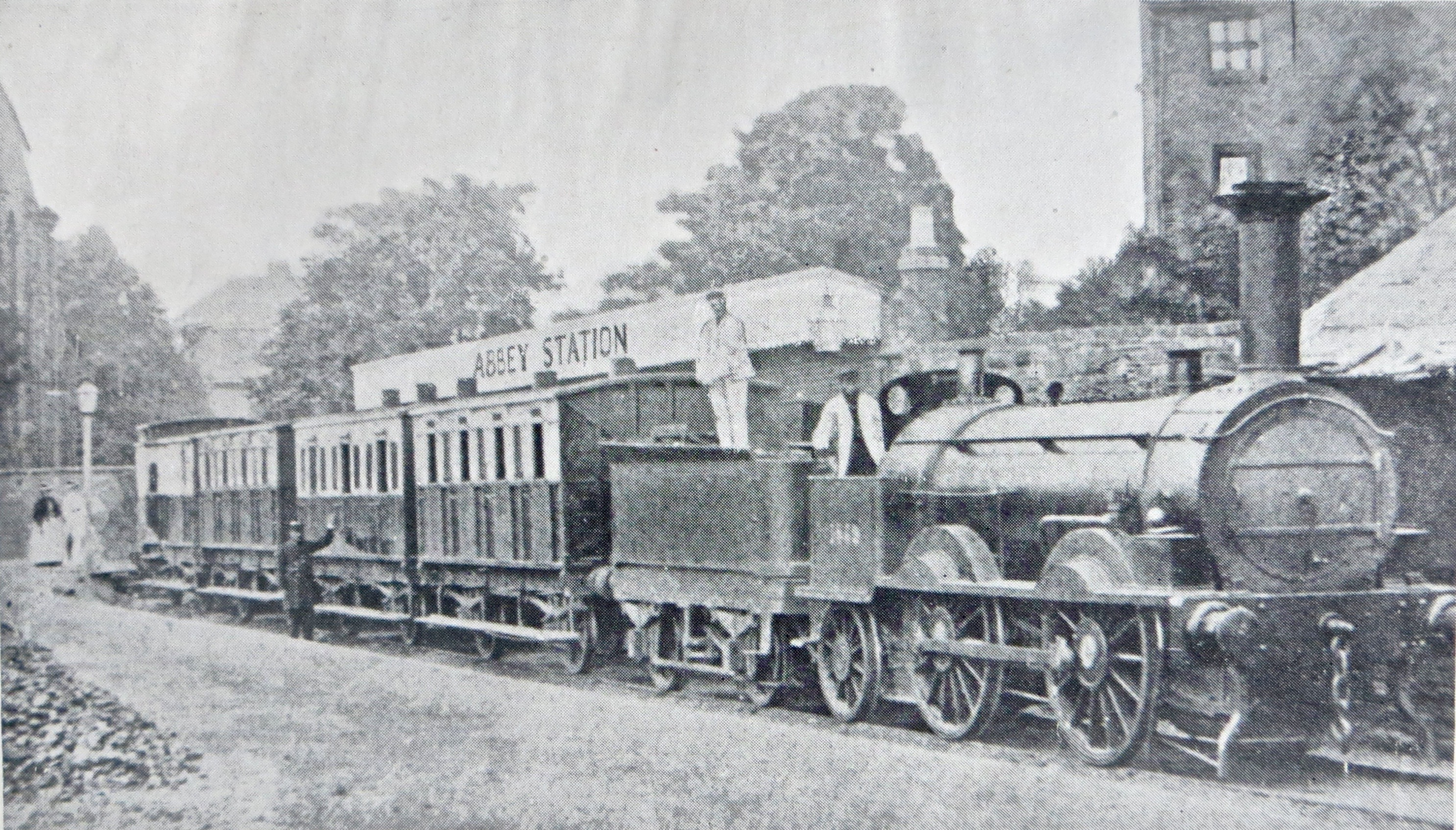
Tren del Ferrocarril Potteries, Shrewsbury y Norte de Gales en la estación Abbey, de Shrewsbury, detrás de una locomotora 0-4-2 Bury, Curtis y Kennedy de 1848

En 1842, Bury aceptó a Kennedy, Timothy Abraham Curtis y John Vernon como socios, y la compañía cambió su nombre a Bury, Curtis and Kennedy. 
Bury continuó como Superintendente de Locomotoras del Ferrocarril de Londres y Birmingham, pero unos meses después de haberse convertido en parte del Ferrocarril de Londres y el Noroeste, renunció en marzo de 1847. En febrero de 1848 fue nombrado Superintendente de Locomotoras del Gran Ferrocarril del Norte, y en junio de 1849 se convirtió también en su gerente general. 
Mientras tanto, la firma Bury, Curtis and Kennedy continuó construyendo locomotoras, algunas de diseño avanzado que tuvieron una gran influencia en la práctica posterior, como las 2-2-2 s para el L&NWR, que condujeron directamente a las Bloomers, así como a la gigantesca 6-2-Crampton Liverpool para el L&NWR, la locomotora más potente del mundo en 1848. Seis locomotoras 0-4-2 se construyeron en 1848 para el LNWR (División Sur) con cilindros de 16x20 pulgadas, ruedas motrices de 5 pies y ruedas de arrastre de 3 pies. 

## Producción
La compañía construyó un total de alrededor de 415 locomotoras, pero además se fabricaron otros productos, desde campanas de iglesia hasta barcos de hierro. En su apogeo, la empresa empleó a 1600 hombres. 

## Cierre
La compañía perdió mucho dinero en la fabricación de componentes para el gran puente Blagoveschenski, una enorme estructura basculante sobre el río Neva en San Petersburgo, que el gobierno imperial ruso nunca pagó, según la viuda de Bury. Esta circunstancia, combinada con el profundo declive en el sector de la construcción naval en Liverpool, llevó al cierre de la empresa en 1851.

## Preservación

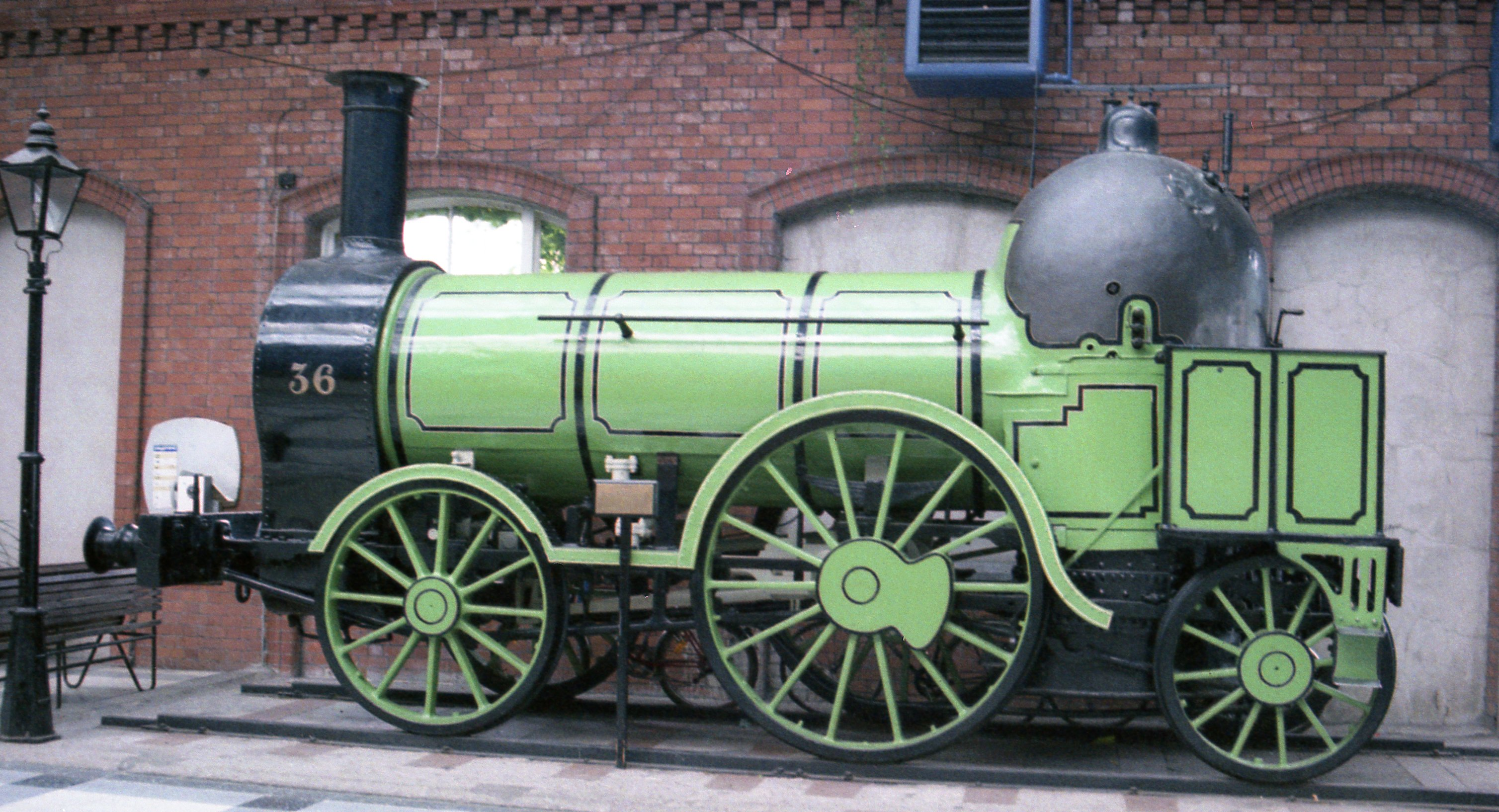
La locomotora No.36 cubrió la línea de Dublín a Cork, permaneciendo en servicio hasta 1874. Fue exhibida en la Exposición Internacional de Cork de 1902, en la Exposición del Imperio Británico, Centenario del Ferrocarril de 1925, y en el bicentenario de la Royal Dublin Society, en 1930

Se han conservado dos de las locomotoras de la empresa, la Furness Railway 0-4-0 No. 3 (apodada "Old Coppernob" o "Coppernob"), construida en 1846, y ahora en el Museo Nacional del Ferrocarril de York; y la 2-2-2 No. 36 del Ferrocarril de York y del Gran Ferrocarril del Sur y del Oeste, construida en 1847, ahora en la estación de tren de Cork Kent, Cork, Irlanda.